# لافيرن جاكوبس
لافيرن جاكوبس هي أستاذة قانون كندية وخبيرة في حقوق الأشخاص ذوي الإعاقة، مواليد 1972 وهي أول عضو كندي في لجنة الأمم المتحدة لحقوق الأشخاص ذوي الإعاقة.

## حياتها المبكرة والتعليمه
نشأت جاكوبس في سكاربورو، أونتاريو. تخرجت من جامعة ماكجيل عام 1994 بدرجة في الأدب الفرنسي. التحقت بكلية الحقوق بجامعة ماكجيل ، وتخصصت في القانون الإداري. تخرجت عام 1999 بدرجة بكالوريوس في القانون وبكالوريوس في القانون الجنائي. حصلت على درجة الدكتوراه من كلية أوسغود هول للحقوق بجامعة يورك عام 2009. تعرضت جاكوبس لإصابة في الحبل الشوكي عندما أصبحت بالغة وتستخدم كرسيًا متحركًا.

## سيرتها المهنية
جاكوبس أستاذة متفرغة وباحثة قانونية في كلية الحقوق بجامعة وندسور، حيث كانت أول عميدة مشاركة للأبحاث. عملت كمحكم ووسيط في محكمة حقوق الإنسان في أونتاريو. أسست مشروع القانون والإعاقة والتغيير الاجتماعي عام 2014. وقد أدى عملهم مباشرةً إلى وضع قانون كندا الميسرة.
وهي أيضًا المدير المشارك لمجموعة عمل حقوق الأشخاص ذوي الإعاقة في مركز قانون المساواة المقارنة ومكافحة التمييز التابع لكلية الحقوق في بيركلي. شغلت مناصب كعضو في محكمة حقوق الإنسان في أونتاريو وعضو في المجلس الاستشاري لمعايير إمكانية الوصول في أونتاريو. تؤمن جاكوبس بوضع قوانين وسياسات ذات "المساواة من الدرجة الأولى"، والتي يكون فيها إدراج الأشخاص ذوي الإعاقة بمثابة تركيز أولي وليس فكرة لاحقة. كانت محررة ومؤلفة رئيسية لكتاب "القانون والإعاقة في كندا: القضايا والمواد"، وهي أول كتاب مدرسي لقانون الإعاقة في كندا. يتحد عملها في مجال المناصرة بشأن الإعاقة ومكافحة العنصرية لإنشاء نهج متقاطع للتشريع وصنع السياسات. تم انتخابها لفترة ولاية مدتها أربع سنوات في لجنة الأمم المتحدة لحقوق الأشخاص ذوي الإعاقة في عام 2022، وهي لجنة دولية مكونة من 18 شخصًا.

## الأوسمة والجوائز
حصلت جاكوبس على جائزة حجر الاختبار من نقابة المحامين الكندية في عام 2021 وجائزة التميز الأكاديمي من الجمعية الكندية لمدرسي القانون في عام 2022.